# ツール・ド・フランス2009
ツール・ド・フランス2009（フランス語: Tour de France 2009）は、ツール・ド・フランスの96回目のレース。2009年7月4日から26日まで行われた。

## コース
コースは全21ステージ、総延長は合計3459.5km。ステージの内訳は平地10・中級山岳1・山岳7・個人タイムトライアル（以下、TT）2・チームタイムトライアル1、山岳ステージの頂上ゴールは昨年より1つ減って3。タイムトライアルステージの総距離は95km。
グランデパール（最初のスタート地点）にはモナコがはじめて選ばれた。第1ステージの個人TTではモナコグランプリで使われるモンテカルロ市街地コースの一部が使われる。
また、コース内でモナコ・スペイン・アンドラ・スイス・イタリアの5ヶ国を訪れる。
そして今回、最終日前日の第20ステージには個人TTではなくモン・ヴァントゥの頂上ゴールのステージが組まれた。最後の個人TTは2日前の木曜日・第18ステージにアヌシー湖を周回するコースで行われる。

## 展望
- チームのドーピング問題の影響で昨年のツールに出場できなかった2007年覇者アルベルト・コンタドール（アスタナ）が2年ぶりに参戦。4年ぶりカムバックしたツール7連覇（後にドーピングが発覚し剥奪）のランス・アームストロングを筆頭にリーヴァイ・ライプハイマー、アンドレアス・クレーデンなど錚々たるメンバーのアシストを受けてマイヨ・ジョーヌの奪回を目指す。昨年の覇者カルロス・サストレは新チームサーヴェロ・テストチームに移籍して心機一転、連覇を狙う。
- 他にも、三度目の正直で悲願の総合優勝を目指す2007・2008年と2年連続総合2位のカデル・エヴァンス（サイレンス・ロット）、マルコ・パンターニ以来となるジロ、ツールのダブルツールを目指すデニス・メンショフ（ラボバンク）、急速に力をつけているアンディ・シュレク（チーム・サクソバンク）、ロマン・クロイツィガー（リクイガス）の両若手などマイヨ・ジョーヌ争いは混戦模様。
- 2009年破竹の快進撃を続けるマーク・カヴェンディッシュ（チーム・コロンビア＝HTC）、昨年のポイント賞のオスカル・フレイレ（ラボバンク）、2007年ポイント賞のトム・ボーネン（クイックステップ）、2005年ポイント賞トル・フースホフト（サーヴェロ・テストチーム）らが軸となるマイヨ・ヴェール争いにも注目が集まる。
- 日本からはBboxブイグテレコムから新城幸也、スキル・シマノから別府史之が出場。日本人としては1926（大正15）年・1927（昭和2）年の川室競、1996年の今中大介に続く出場となる。日本人2人が同時にツールに出場するのは史上初。

## 概要
開幕はモナコでの個人TT。ファビアン・カンチェラーラ（チーム・サクソバンク）が圧倒的な走りで優勝してマイヨ・ジョーヌを獲得。
第2、第3ステージはスプリントでカヴェンディッシュが連勝。第2ステージでは新城が5位、第3ステージでは別府が8位と日本人選手が連日の大健闘を見せた。
第4ステージは4年ぶりのチームTT。アスタナが総合力の高さを見せつける形で優勝。アームストロングが総合でカンチェラーラと0秒差に迫るが、わずか0.22秒差でアームストロングの4年ぶりマイヨ・ジョーヌはならず。
第5ステージはトマ・ヴォクレール（ブイグテレコム）が逃げを決めて悲願のツール初勝利。スペイン・カタルーニャ地方に入った第6ステージでは上りスプリントをフースホフトが制した。
山頂ゴールとなった第7ステージはプロ1年目のブリス・フェイユ（アグリテュベル）が制覇。マイヨ・ジョーヌはリナルド・ノチェンティーニ（Ag2r）が獲得。第8ステージは逃げ集団内のスプリントをルイス・レオン・サンチェス（ケス・デパーニュ）が制した。第9ステージはピエリック・フェドリゴ（ブイグテレコム）がフランコ・ペッリツォッティ（リクイガス）との一騎討ちを制して優勝。
休息日明けの第10、第11ステージはカヴェンディッシュが再び連勝。第12ステージは鮮やかな2段スパートを見せたニッキー・セレンセン（チーム・サクソバンク）が優勝。
唯一の中級山岳ステージとなった第13ステージはハインリヒ・ハウスラー（サーヴェロ・テストチーム）が大逃げで勝利。第14ステージもセルゲイ・イワノフ（チーム・カチューシャ）が逃げ切り勝ち。2度目の山頂ゴールとなった第15ステージはコンタドールが他を圧倒する走りで勝利し、ついにマイヨ・ジョーヌに袖を通す。
2度目の休息日明けの第16ステージは残り2kmで絶妙のアタックを決めたミケル・アスタルロサ（エウスカルテル）が優勝。第17ステージはフランク・シュレク（サクソバンク）が2006年以来のツール勝利。
最後の個人TTとなった第18ステージはマイヨ・ジョーヌのコンタドールが制してマイヨ・ジョーヌを確固たるものに。第19ステージは終盤の上りに耐え抜いたカヴェンディッシュが昨年を越えるステージ5勝目。別府が7位と大健闘。
モン・ヴァントゥへの山頂ゴールという最終決戦となった第20ステージは逃げ集団内の争いをフアン・マヌエル・ガラテ（ラボバンク）が制した。最終第21ステージはカヴェンディッシュがステージ6勝目で有終の美を飾り、別府が敢闘賞に輝いた。

## レビュー
- 総合優勝の大本命と目されていたアルベルト・コンタドール（アスタナ）はランス・アームストロングとのチーム内でのエース争い問題を抱えていたものの、第15ステージでの圧勝で自らそのエース問題に決着を付け、さらに第18ステージの個人TTも制するなど下馬評通りの強さを見せつける格好で見事に2度目の総合優勝。自身のグランツール連勝を4に伸ばした。

- 4年ぶりにカムバックしたアームストロングは、第4ステージのチームTTの勝利であわやマイヨ・ジョーヌ着用か、など多くの見せ場は作ったものの、山岳ステージや個人TTでやや精彩を欠くなどコンタドールに力の差を見せつけられて8度目の総合優勝はならず。ステージ通算25勝目はアンドレ・ルデュックと並ぶ歴代3位タイ、通算8回目の表彰台はレイモン・プリドールと並ぶ史上最多となった。ただしこれらのアームストロングの成績は、ドーピングの発覚により2012年にすべて剥奪された。

- アスタナはアンドレアス・クレーデンも総合6位に入るなどチームとしての総合力の高さを見せて、チーム時間賞にも輝いた。

- サクソバンクのフランク、アンディ・シュレク兄弟は得意とする山岳ステージで強さを遺憾なく発揮。アンディが総合2位でマイヨ・ブランも2年連続で獲得。フランクも第17ステージを制して総合5位に入った。

- タイムトライアルスペシャリストと言われていたブラッドリー・ウィギンス（ガーミン・スリップストリーム）が総合4位と大健闘。ツールに備えて体重を落としたこともあって山岳ステージでの頑張りが光った。

- 一方で戦前に総合優勝候補に挙げられていながら精彩を欠いた選手が目立った。昨年の覇者カルロス・サストレ（サーヴェロ・テストチーム）は、得意とする山岳での冴えが見られずに総合17位。2年連続総合2位に入っていたカデル・エヴァンス（サイレンス・ロット）もチームTTで遅れをとると、勝負所のアルプス山岳ステージで連日後退。第17ステージに至ってはグルペットでゴールという屈辱で総合30位に沈んだ。ジロとのダブルツールを狙っていたデニス・メンショフ（ラボバンク）も初日の個人TTでいきなり遅れを取ると、チームTTでも自身が落車するなど大きなタイムロス。そしてアルプス山岳ステージでも連日大きく遅れるなど、コンタドールから1時間以上遅れの総合51位という不本意な成績に終わっている。いずれもチームTTで失敗したチームである。

- 平坦ステージはマーク・カヴェンディッシュ擁するチーム・コロンビア＝HTCの独擅場と化した。チームメイトの完璧なアシストとトレインに恵まれたカヴェンディッシュは持ち前の爆発的なスプリント力を存分に発揮して第2、3、10、11、19、そしてシャンゼリゼゴールの最終第21ステージと怒涛のステージ6勝。集団ゴールとなったステージをことごとく制するという圧倒的な強さを見せた。

- しかしながらスプリント王の証であるマイヨ・ヴェールは、トル・フースホフト（サーヴェロ・テストチーム）がカヴェンディッシュを抑えて獲得。フースホフトはステージ優勝こそ第6ステージの1つにとどまったが、大崩れせずに安定してステージ上位でスプリントポイントを積み重ね、山岳ステージの第8、17ステージでは逃げに乗って中間スプリントポイントをソツなく獲得するなど高い登坂力を見せ、さらにカヴェンディッシュが第14ステージでフースホフトへの進路妨害で降着処分を受けるなどの幸運もあってカヴェンディッシュを10ポイント差で抑え、見事に2度目のマイヨ・ヴェールに輝いた。

- マイヨ・ヴェール争いで有力とされていたスプリンターでも精彩を欠いた選手が目立った。昨年のマイヨ・ヴェールオスカル・フレイレ（ラボバンク）は第6ステージでフースホフトに競り負けるなどスプリントには絡むもののステージ優勝は挙げられず。ジロ・ブエルタでポイント賞の実績があるダニエーレ・ベンナーティ（リクイガス）は第10、14、21ステージでの9位が最高とほとんどスプリントに絡めず。トム・ボーネン（クイックステップ）に至っては第11ステージの16位が最高とスプリントに全く絡めないまま第15ステージに出走せずにリタイアという体たらくであった。

- 1996年の今中大介以来、13年ぶりの日本人ツール出場者となった新城幸也（ブイグテレコム）、別府史之（スキル・シマノ）の2人は新城が第2ステージで5位、別府が第3ステージで8位、第19ステージで7位に入り、さらに最終第21ステージの敢闘賞に選ばれるなど随所で印象に残る走りを見せた。また別府が総合112位、新城が総合129位で無事に完走。日本人として史上初めてツール・ド・フランスの完走を果たした。

- 2009年のジロ・デ・イタリアで総合3位に入ったフランコ・ペッリツォッティ（リクイガス）は総合順位37位、マイヨ・ブラン・ア・ポワ・ルージュを獲得、大会全体を通じた総合敢闘賞にも選ばれたが、これらの成績は後にドーピング疑惑によってすべて取り消された。

## ドーピング問題

### 大会前
- 第16ステージにおいて、イタリア国内の領域に入ることから、オペラシオン・プエルトにかかわるドーピング違反を理由に、イタリアオリンピック委員会から2年間のイタリア国内におけるレース出場禁止処分が科されたアレハンドロ・バルベルデ（ケス・デパーニュ）が不参加を余儀なくされた。

- クリスティアン・ファンベルガー、アントニオ・コロムのドーピング違反発覚が発端となり、チーム全体がドーピングスキャンダルに揺れているチーム・カチューシャが、参加予定選手を大幅に変更せざるを得なくなった[2]。

- UCIプロチームでありながら、フジ・セルベット（2008年のツールでは、サウニエル・ドゥバル＝スコットとして参加）は、前年の大会においてドーピングスキャンダルのため、全選手途中棄権となったことをアモリ・スポル・オルガニザシオン(ASO)に咎められ、当大会に参加することができなかった。

- 当大会に参加が決まっていたサイレンス・ロットのトーマス・デッケルは、国際自転車競技連合(UCI)がドーピング対策として新たに導入した「バイオロジカルパスポート」により、エリスロポエチン(EPO)の使用が発覚したことから、開幕直前になってメンバーから外された。

- なお、トム・ボーネンもコカイン陽性反応を重く見られ、一旦はASOに参加を拒否されたが、土壇場で参加が認められることになった。

### 大会中
- 近年、大会期間中に決まってドーピング問題が噴出し、『ドーピング・ド・フランス』と揶揄されていたツール・ド・フランスだが、当年大会については、UCI、ASOが事前にドーピング問題（あるいは疑惑）を抱えるチーム、選手を排除したことが功を奏し、幸いにも大会期間中については、一度もドーピング問題に関連した醜態話は無かった。
- 2009年8月23日、UCI会長パット・マッケイドより大会期間中の検査で、誰一人陽性反応が出なかったことが発表された[3]。

### 大会後
- 2009年7月31日、国際自転車競技連合(UCI)が、ツール開幕前の同年6月26日にマドリードで国際アンチドーピング機構(WADA)が行った抜き打ちの尿検査の結果、前日の7月30日にWADAから、第16ステージの勝利者、ミケル・アスタルロサにエリスロポエチン(EPO)陽性反応が認められたという話を受け、出場停止処分としていたことを発表した[4]。

- 2014年7月12日、UCIはバイオロジカル・パスポートでアンチ・ドーピング規則違反が見つかったデニス・メンショフの成績を剥奪した[5]。

## 日程
| 区間                       | 日     | 行程                                              | km        | 区間優勝                   | 総合首位                   | ポイント賞                                             | 山岳賞                     | 新人賞                 | 敢闘賞                     | 備考     |
| -------------------------- | ------ | ------------------------------------------------- | --------- | -------------------------- | -------------------------- | ------------------------------------------------------ | -------------------------- | ---------------------- | -------------------------- | -------- |
| 1                          | 7/4    | モナコ                                            | 15.5      | ファビアン・カンチェラーラ | ファビアン・カンチェラーラ | ファビアン・カンチェラーラ ( ブラッドリー・ウィギンス) | アルベルト・コンタドール   | ロマン・クロイツィガー | －                         | 個人TT   |
| 2                          | 7/5    | モナコ － ブリニョール                            | 187       | マーク・カヴェンディッシュ | ファビアン・カンチェラーラ | マーク・カヴェンディッシュ                             | ユシ・ヴァイカネン         | ロマン・クロイツィガー | ステフ・クレメント         | 平坦     |
| 3                          | 7/6    | マルセイユ － ラ・グラン・モット                  | 196.5     | マーク・カヴェンディッシュ | ファビアン・カンチェラーラ | マーク・カヴェンディッシュ                             | ユシ・ヴァイカネン         | トニー・マルティン     | サミュエル・デュムラン     | 平坦     |
| 4                          | 7/7    | モンペリエ                                        | 39        | アスタナ                   | ファビアン・カンチェラーラ | マーク・カヴェンディッシュ                             | ユシ・ヴァイカネン         | トニー・マルティン     | －                         | チームTT |
| 5                          | 7/8    | キャプ・ダグド － ペルピニャン                    | 196.5     | トマ・ヴォクレール         | ファビアン・カンチェラーラ | マーク・カヴェンディッシュ                             | ユシ・ヴァイカネン         | トニー・マルティン     | ミハイル・イグナティエフ   | 平坦     |
| 6                          | 7/9    | ジローナ － バルセロナ                            | 181.5     | トル・フースホフト         | ファビアン・カンチェラーラ | マーク・カヴェンディッシュ                             | ステファーヌ・オジェ       | トニー・マルティン     | デヴィッド・ミラー         | 平坦     |
| 7                          | 7/10   | バルセロナ － オルディノ・アルカリス              | 224       | ブリス・フェイユ           | リナルド・ノチェンティーニ | マーク・カヴェンディッシュ                             | ブリス・フェイユ           | トニー・マルティン     | クリストフ・リブロン       | 山岳     |
| 8                          | 7/11   | アンドラ・ラ・ベリャ － サン・ジロン              | 176.5     | ルイス・レオン・サンチェス | リナルド・ノチェンティーニ | トル・フースホフト                                     | クリストフ・ケルン         | トニー・マルティン     | サンディ・カザール         | 山岳     |
| 9                          | 7/12   | サン・ゴダン － タルブ                            | 160.5     | ピエリック・フェドリゴ     | リナルド・ノチェンティーニ | トル・フースホフト                                     | エゴイ・マルティネス       | トニー・マルティン     | フランコ・ペッリツォッティ | 山岳     |
| 7/13 休息日 （リモージュ） |        |                                                   |           |                            |                            |                                                        |                            |                        |                            |          |
| 10                         | 7/14   | リモージュ － イスーダン                          | 194.5     | マーク・カヴェンディッシュ | リナルド・ノチェンティーニ | トル・フースホフト                                     | エゴイ・マルティネス       | トニー・マルティン     | ティエリ・ユポン           | 平坦     |
| 11                         | 7/15   | ヴァタン － サン・ファルジョー                    | 192       | マーク・カヴェンディッシュ | リナルド・ノチェンティーニ | マーク・カヴェンディッシュ                             | エゴイ・マルティネス       | トニー・マルティン     | ヨハン・ファンスュメレン   | 平坦     |
| 12                         | 7/16   | トネール － ヴィッテル                            | 211.5     | ニッキー・セレンセン       | リナルド・ノチェンティーニ | マーク・カヴェンディッシュ                             | エゴイ・マルティネス       | トニー・マルティン     | ニッキー・セレンセン       | 平坦     |
| 13                         | 7/17   | ヴィッテル － コルマー                            | 200       | ハインリヒ・ハウスラー     | リナルド・ノチェンティーニ | トル・フースホフト                                     | フランコ・ペッリツォッティ | トニー・マルティン     | ハインリヒ・ハウスラー     | 中級山岳 |
| 14                         | 7/18   | コルマー － ブザンソン                            | 199       | セルゲイ・イワノフ         | リナルド・ノチェンティーニ | トル・フースホフト                                     | フランコ・ペッリツォッティ | トニー・マルティン     | マルテイン・マースカント   | 平坦     |
| 15                         | 7/19   | ポンタルリエ － ヴェルビエ                        | 207.5     | アルベルト・コンタドール   | アルベルト・コンタドール   | トル・フースホフト                                     | フランコ・ペッリツォッティ | アンディ・シュレク     | シモン・シュピラック       | 山岳     |
| 7/20 休息日（ヴェルビエ）  |        |                                                   |           |                            |                            |                                                        |                            |                        |                            |          |
| 16                         | 7/21   | マルティニー － ブール＝サン＝モリス              | 160       | ミケル・アスタルロサ       | アルベルト・コンタドール   | トル・フースホフト                                     | フランコ・ペッリツォッティ | アンディ・シュレク     | フランコ・ペッリツォッティ | 山岳     |
| 17                         | 7/22   | ブール＝サン＝モーリス － ル・グラン＝ボルナン    | 169.5     | フランク・シュレク         | アルベルト・コンタドール   | トル・フースホフト                                     | フランコ・ペッリツォッティ | アンディ・シュレク     | トル・フースホフト         | 山岳     |
| 18                         | 7/23   | アヌシー（アヌシー湖周回）                        | 40.5      | アルベルト・コンタドール   | アルベルト・コンタドール   | トル・フースホフト                                     | フランコ・ペッリツォッティ | アンディ・シュレク     | －                         | 個人TT   |
| 19                         | 7/24   | ブルゴワン＝ジャイユー － オーブナ                | 178       | マーク・カヴェンディッシュ | アルベルト・コンタドール   | トル・フースホフト                                     | フランコ・ペッリツォッティ | アンディ・シュレク     | レオナルド・ドゥケ         | 平坦     |
| 20                         | 7/25   | モンテリマール － モン・ヴァントゥ                | 167       | フアン・マヌエル・ガラテ   | アルベルト・コンタドール   | トル・フースホフト                                     | フランコ・ペッリツォッティ | アンディ・シュレク     | トニー・マルティン         | 山岳     |
| 21                         | 7/26   | モントロー＝フォール＝ヨンヌ – パリ・シャンゼリゼ | 164       | マーク・カヴェンディッシュ | アルベルト・コンタドール   | トル・フースホフト                                     | フランコ・ペッリツォッティ | アンディ・シュレク     | 別府史之                   | 平坦     |
| 総距離                     | 総距離 | 総距離                                            | 3459.5 km |                            |                            |                                                        |                            |                        |                            |          |

## 参加チーム
3月17日、参加予定チームが発表された。フジ・セルベットを除く17のUCIプロツアーチームに加え、スキル・シマノ、サーヴェロ・テストチーム、アグリテュベルの3チームを加えた合計20チームに、アモリ・スポル・オルガニザシオンから招待状が送られた。

### スタートリスト
- 太字はUCIプロチーム。中字はコンチネンタルプロチーム[8]。
- ジャージマークがある選手は、ツール・ド・フランス各賞、世界選手権自転車競技大会、または、各国国内選手権優勝者。なお、< >マークがついている選手は、個人タイムトライアル(ITT)の優勝者。
- 最終順位欄、「DNS」は該当ステージ出走せず、「DNF」は該当ステージ途中棄権、「HD」は該当ステージタイムオーバー。

| サーヴェロ・テストチーム |                                      |          |
| No.                      | 選手名                               | 最終順位 |
| 1                        | カルロス・サストレ                   | 17       |
| 2                        | イニィーゴ・クエスタ                 | 87       |
| 3                        | ホセ・アンヘル・ゴメス・マルチャンテ | 17・DNF  |
| 4                        | ヴォロディミール・グストフ           | 45       |
| 5                        | ハインリヒ・ハウスラー               | 97       |
| 6                        | トル・フースホフト                   | 106      |
| 7                        | アンドレアス・クリール               | 155      |
| 8                        | ブレット・ランカスター               | 127      |
| 9                        | ヘイデン・ラウルストン               | 79       |

| サイレンス・ロット |                              |          |
| No.                | 選手名                       | 最終順位 |
| 11                 | カデル・エヴァンス           | 30       |
| 12                 | ミカエル・ドラージュ         | 101      |
| 13                 | セバスティアン・ラング       | 76       |
| 14                 | マシュー・ロイド             | 46       |
| 15                 | スタフ・スヘイルリンクス     | 123      |
| 16                 | フレフ・ファンアヴェルマート | 89       |
| 17                 | ユルヘン・ファンデンブルック | 15       |
| 18                 | ヨハン・ファンスュメレン     | 93       |
| 19                 | チャールズ・ウェジェリアス   | 59       |

| アスタナ |                             |          |
| No.      | 選手名                      | 最終順位 |
| 21       | <> アルベルト・コンタドール | 1        |
| 22       | ランス・アームストロング    | 3・剥奪  |
| 23       | アンドレアス・クレーデン    | 6        |
| 24       | リーヴァイ・ライプハイマー  | 13・DNS  |
| 25       | ドミトリー・ムラヴィエフ    | 148      |
| 26       | セルジオ・パウリーニョ      | 35       |
| 27       | ヤロスラフ・ポポヴィッチ    | 41       |
| 28       | グレゴリー・ラスト          | 138      |
| 29       | アイマル・スベルディア      | 27       |

| チーム・サクソバンク |                              |          |
| No.                  | 選手名                       | 最終順位 |
| 31                   | アンディ・シュレク           | 2        |
| 32                   | クルトアスル・アルヴェセン   | 11・DNS  |
| 33                   | ファビアン・カンチェラーラ   | 91       |
| 34                   | グスタヴ・ラルソン           | 50       |
| 35                   | スチュアート・オグレディ     | 124      |
| 36                   | フランク・シュレク           | 5        |
| 37                   | クリス・アンケア・セレンセン | 34       |
| 38                   | ニッキー・セレンセン         | 31       |
| 39                   | イェンス・フォイクト         | 16・DNF  |

| ラボバンク |                              |          |
| No.        | 選手名                       | 最終順位 |
| 41         | デニス・メンショフ           | 51       |
| 42         | ステフ・クレメント           | 118      |
| 43         | フアン・アントニオ・フレチャ | 102      |
| 44         | オスカル・フレイレ           | 99       |
| 45         | フアン・マヌエル・ガラテ     | 62       |
| 46         | ロベルト・ヘーシンク         | 6・DNS   |
| 47         | グリシャ・ニールマン         | 54       |
| 48         | ヨースト・ポストヒュマ       | 73       |
| 49         | ラウレンス・テンダム         | 60       |

| ガーミン・スリップストリーム |                                  |          |
| No.                          | 選手名                           | 最終順位 |
| 51                           | クリスティアン・ヴァンデヴェルデ | 8        |
| 52                           | ジュリアン・ディーン             | 121      |
| 53                           | タイラー・ファーラー             | 151      |
| 54                           | ライダー・ヘスジェダル           | 49       |
| 55                           | マルテイン・マースカント         | 98       |
| 56                           | デヴィッド・ミラー               | 85       |
| 57                           | ダニー・ペイト                   | 141      |
| 58                           | ブラッドリー・ウィギンス         | 4        |
| 59                           | <> デヴィッド・ザブリスキー      | 77       |

| エウスカルテル・エウスカディ |                        |          |
| No.                          | 選手名                 | 最終順位 |
| 61                           | ミケル・アスタルロサ   | 11       |
| 62                           | イゴル・アントン       | 66       |
| 63                           | コルド・フェルナンデス | 8・HD    |
| 64                           | エゴイ・マルティネス   | 44       |
| 65                           | フアン・ホセ・オロス   | 107      |
| 66                           | アラン・ペレス         | 19・HD   |
| 67                           | ルーベン・ペレス       | 72       |
| 68                           | アメツ・チュルカ       | 19・HD   |
| 69                           | ゴルカ・ベルドゥゴ     | 61       |

| チーム・コロンビア＝HTC |                            |          |
| No.                     | 選手名                     | 最終順位 |
| 71                      | マーク・カヴェンディッシュ | 131      |
| 72                      | ベルンハルト・アイゼル     | 150      |
| 73                      | <> <> ベルト・グラプシュ   | 134      |
| 74                      | ジョージ・ヒンカピー       | 19       |
| 75                      | <> キム・キルシェン        | 57       |
| 76                      | トニー・マルティン         | 36       |
| 77                      | マキシム・モンフォール     | 28       |
| 78                      | マーク・レンショー         | 149      |
| 79                      | <> マイケル・ロジャース    | 103      |

| AG2R・ラ・モンディアル |                              |          |
| No.                    | 選手名                       | 最終順位 |
| 81                     | ウラディミール・エフィムキン | 15・DNF  |
| 82                     | ホセ・ルイス・アリエタ       | 81       |
| 83                     | シリル・デセル               | 17・DNF  |
| 84                     | ユベール・デュポン           | 33       |
| 85                     | ステファヌ・グベール         | 16       |
| 86                     | ロワ・モンドリ               | 133      |
| 87                     | リナルド・ノチェンティーニ   | 14       |
| 88                     | クリストフ・リブロン         | 82       |
| 89                     | ニコラス・ロッシュ           | 23       |

| リクイガス |                                  |          |
| No.        | 選手名                           | 最終順位 |
| 91         | フランコ・ペッリツォッティ       | 順位剥奪 |
| 92         | ダニエーレ・ベンナーティ         | 135      |
| 93         | ロマン・クロイツィガー           | 9        |
| 94         | アレクサンドル・クシュインスキー | 92       |
| 95         | ヴィンチェンツォ・ニバリ         | 7        |
| 96         | ファビオ・サバティーニ           | 147      |
| 97         | ブリアン・ワンドボルグ           | 116      |
| 98         | アレッサンドロ・ヴァノッティ     | 120      |
| 99         | フレデリック・ウィレムス         | 86       |

| フランセーズ・デ・ジュー |                          |          |
| No.                      | 選手名                   | 最終順位 |
| 101                      | サンディ・カザール       | 12       |
| 102                      | ジェローム・コペル       | 12・DNF  |
| 103                      | アントニー・ジェラン     | 119      |
| 104                      | ヤウヘニ・フタロヴィッチ | 156      |
| 105                      | セバスティアン・ジョリ   | 7・DNF   |
| 106                      | クリストフ・ル・メヴェル | 10       |
| 107                      | ジェレミ・ロワ           | 48       |
| 108                      | ブノワ・ヴォグルナール   | 142      |
| 109                      | ユシ・ヴァイカネン       | 108      |

| ケス・デパーニュ |                            |          |
| No.              | 選手名                     | 最終順位 |
| 111              | オスカル・ペレイロ         | 8・DNF   |
| 112              | ダビ・アロヨ               | 69       |
| 113              | ルイ・アルベルト・ファリア | 12・DNS  |
| 114              | アルノー・コワイオ         | 115      |
| 115              | ホセ・イバン・グティエレス | 71       |
| 116              | ルイス・パサモンテス       | 39       |
| 117              | ホセ・ホアキン・ロハス     | 84       |
| 118              | ルイス・レオン・サンチェス | 26       |
| 119              | リゴベルト・ウラン         | 52       |

| コフィディス＝ル・クレディ・アン・リーニュ |                          |          |
| No.                                        | 選手名                   | 最終順位 |
| 121                                        | ダヴィ・モンクティエ     | 58       |
| 122                                        | ステファーヌ・オジェ     | 136      |
| 123                                        | サミュエル・デュムラン   | 139      |
| 124                                        | レオナルド・ドゥケ       | 94       |
| 125                                        | ビンヘン・フェルナンデス | 105      |
| 126                                        | クリストフ・ケルン       | 75       |
| 127                                        | セバスティアン・ミナール | 38       |
| 128                                        | アマエル・モワナール     | 65       |
| 129                                        | レミ・ポリオル           | 43       |

| ランプレ・N.G.C |                            |          |
| No.             | 選手名                     | 最終順位 |
| 131             | アレッサンドロ・バッラン   | 95       |
| 132             | マルコ・バンディエラ       | 145      |
| 133             | マルツィオ・ブルセギン     | 80       |
| 134             | アンジェロ・フルラン       | 12・DNF  |
| 135             | ダヴィド・ロースリ         | 53       |
| 136             | ダニエーレ・リーギ         | 110      |
| 137             | マウロ・サンタンブロージョ | 132      |
| 138             | マルツィン・サパ           | 146      |
| 139             | シモン・シュピラック       | 109      |

| Bボックス・ブイグテレコム |                          |          |
| No.                       | 選手名                   | 最終順位 |
| 141                       | トマ・ヴォクレール       | 67       |
| 142                       | 新城幸也                 | 129      |
| 143                       | ヴィリアン・ボネ         | 128      |
| 144                       | ピエリック・フェドリゴ   | 56       |
| 145                       | サイ・アドゥー           | 143      |
| 146                       | ローラン・ルフェーヴル   | 42       |
| 147                       | アレクサンドル・ピショー | 117      |
| 148                       | ピエール・ロラン         | 22       |
| 149                       | ユーリ・トロフィモフ     | 47       |

| クイックステップ |                          |          |
| No.              | 選手名                   | 最終順位 |
| 151              | シルヴァン・シャヴァネル | 20       |
| 152              | カルロス・バレード       | 63       |
| 153              | トム・ボーネン           | 15・DNS  |
| 154              | ステーヴン・デヨンフ     | 153      |
| 155              | ステイン・デヴォルデル   | 83       |
| 156              | ジェローム・ピノー       | 88       |
| 157              | セバスティアン・ロスレル | 104      |
| 158              | マッテオ・トサット       | 114      |
| 159              | ユルヘン・ファンデワール | 3・DNS   |

| チーム・カチューシャ |                            |          |
| No.                  | 選手名                     | 最終順位 |
| 161                  | ウラディミール・カルペツ   | 13       |
| 162                  | アレクサンドル・ボチャロフ | 18       |
| 163                  | ホアン・オラチュ           | 74       |
| 164                  | ミハイル・イグナティエフ   | 140      |
| 165                  | セルゲイ・イワノフ         | 40       |
| 166                  | ダニーロ・ナポリターノ     | 9・HD    |
| 167                  | フィリッポ・ポッツァート   | 100      |
| 168                  | ニコライ・トルソフ         | 122      |
| 169                  | ステイン・ファンデンベルフ | 96       |

| アグリテュベル |                        |          |
| No.            | 選手名                 | 最終順位 |
| 171            | クリストフ・モロー     | 29       |
| 172            | マキシム・ブエ         | 70       |
| 173            | シルヴァン・カルザティ | 55       |
| 174            | ブリス・フェイユ       | 25       |
| 175            | ロマン・フェイユ       | 12・DNF  |
| 176            | エドゥアルド・ゴンサロ | 8・DNF   |
| 177            | ダヴィ・ルレ           | 8・DNF   |
| 178            | ジョフロワ・ルカトル   | 64       |
| 179            | ニコラ・ヴォゴンディ   | 68       |

| チーム・ミルラム |                          |          |
| No.              | 選手名                   | 最終順位 |
| 181              | リーヌス・ゲルデマン     | 24       |
| 182              | ゲラルト・ツィオレック   | 126      |
| 183              | マルクス・フォーテン     | 125      |
| 184              | ヨハネス・フレーリンガー | 78       |
| 185              | クリスティアン・クネース | 21       |
| 186              | ニキ・テルプストラ       | 152      |
| 187              | ペーター・ヴェリトス     | 32       |
| 188              | ファビアン・ヴェークマン | 137      |
| 189              | ペーター・ヴロリッヒ     | 13・DNS  |

| スキル・シマノ |                        |          |
| No.            | 選手名                 | 最終順位 |
| 191            | シリル・ルモワーヌ     | 144      |
| 192            | 別府史之               | 112      |
| 193            | クン・デコルト         | 111      |
| 194            | ジーモン・ゲシュケ     | 113      |
| 195            | ジョナタン・イヴェール | 154      |
| 196            | ティエリ・ユポン       | 90       |
| 197            | ピート・ローイアケルス | 4・DNF   |
| 198            | アルベルト・ティマー   | 130      |
| 199            | ケニー・ファンヒュメル | 17・DNF  |

## 最終成績

### 総合成績
| 順位 | 選手名                           | 国籍           | チーム                       | 時間           |
| ---- | -------------------------------- | -------------- | ---------------------------- | -------------- |
| 1    | アルベルト・コンタドール         | スペイン       | アスタナ                     | 85時間48分35秒 |
| 2    | アンディ・シュレク               | ルクセンブルク | チーム・サクソバンク         | +4分11秒       |
| 3    | ランス・アームストロング         | アメリカ合衆国 | アスタナ                     | +5分24秒       |
| 4    | ブラッドリー・ウィギンス         | イギリス       | ガーミン・スリップストリーム | +6分01秒       |
| 5    | フランク・シュレク               | ルクセンブルク | チーム・サクソバンク         | +6分04秒       |
| 6    | アンドレアス・クレーデン         | ドイツ         | アスタナ                     | +6分42秒       |
| 7    | ヴィンチェンツォ・ニバリ         | イタリア       | リクイガス                   | +7分35秒       |
| 8    | クリスティアン・ヴァンデヴェルデ | アメリカ合衆国 | ガーミン・スリップストリーム | +12分04秒      |
| 9    | ロマン・クロイツィガー           | チェコ         | リクイガス                   | +14分16秒      |
| 10   | クリストフ・ル・メヴェル         | フランス       | フランセーズ・デ・ジュー     | +14分25秒      |
| 11   | ミケル・アスタルロサ             | スペイン       | エウスカルテル・エウスカディ | +14分44秒      |
| 12   | サンディ・カザール               | フランス       | フランセーズ・デ・ジュー     | +17分19秒      |
| 13   | ウラディミール・カルペツ         | ロシア         | チーム・カチューシャ         | +18分34秒      |
| 14   | リナルド・ノチェンティーニ       | イタリア       | AG2R・ラ・モンディアル       | +20分45秒      |
| 15   | ユルヘン・ファンデンブルック     | ベルギー       | サイレンス・ロット           | +20分50秒      |
| 16   | ステファーヌ・グベール           | フランス       | AG2R・ラ・モンディアル       | +22分29秒      |
| 17   | カルロス・サストレ               | スペイン       | サーヴェロ・テストチーム     | +26分21秒      |
| 18   | アレクサンドル・ボチャロフ       | ロシア         | チーム・カチューシャ         | +29分33秒      |
| 19   | ジョージ・ヒンカピー             | アメリカ合衆国 | チーム・コロンビア＝HTC      | +33分27秒      |
| 20   | シルヴァン・シャヴァネル         | フランス       | クイックステップ             | +34分09秒      |
| 112  | 別府史之                         | 日本           | スキル・シマノ               | +2時間55分21秒 |
| 129  | 新城幸也                         | 日本           | Bボックス・ブイグテレコム    | +3時間16分44秒 |

### ポイント賞
| 順位     | 選手名                     | 国籍           | チーム                       | ポイント |
| -------- | -------------------------- | -------------- | ---------------------------- | -------- |
| 1        | トル・フースホフト         | ノルウェー     | サーヴェロ・テストチーム     | 280      |
| 2        | マーク・カヴェンディッシュ | イギリス       | チーム・コロンビア＝HTC      | 270      |
| 3        | ゲラルト・ツィオレック     | ドイツ         | チーム・ミルラム             | 172      |
| 4        | ホセ・ホアキン・ロハス     | スペイン       | ケス・デパーニュ             | 145      |
| 5        | タイラー・ファーラー       | アメリカ合衆国 | ガーミン・スリップストリーム | 136      |
| 6        | ニコラス・ロッシュ         | アイルランド   | AG2R・ラ・モンディアル       | 122      |
| 7        | オスカル・フレイレ         | スペイン       | ラボバンク                   | 119      |
| 順位剥奪 | フランコ・ペッリツォッティ | イタリア       | リクイガス                   | 104      |
| 9        | アルベルト・コンタドール   | スペイン       | アスタナ                     | 101      |
| 10       | アンドレアス・クレーデン   | ドイツ         | アスタナ                     | 89       |
| 43       | 別府史之                   | 日本           | スキル・シマノ               | 41       |
| 53       | 新城幸也                   | 日本           | Bボックス・ブイグテレコム    | 36       |

### 山岳賞
| 順位     | 選手名                     | 国籍           | チーム                                     | ポイント |
| -------- | -------------------------- | -------------- | ------------------------------------------ | -------- |
| 順位剥奪 | フランコ・ペッリツォッティ | イタリア       | リクイガス                                 | 210      |
| 2        | エゴイ・マルティネス       | スペイン       | エウスカルテル・エウスカディ               | 135      |
| 3        | アルベルト・コンタドール   | スペイン       | アスタナ                                   | 126      |
| 4        | アンディ・シュレク         | ルクセンブルク | チーム・サクソバンク                       | 111      |
| 5        | ピエリック・フェドリゴ     | フランス       | Bボックス・ブイグテレコム                  | 99       |
| 6        | クリストフ・ケルン         | フランス       | コフィディス＝ル・クレディ・アン・リーニュ | 89       |
| 7        | フランク・シュレク         | ルクセンブルク | チーム・サクソバンク                       | 88       |
| 8        | ミケル・アスタルロサ       | スペイン       | エウスカルテル・エウスカディ               | 86       |
| 9        | フアン・マヌエル・ガラテ   | スペイン       | ラボバンク                                 | 86       |
| 10       | サンディ・カザール         | フランス       | フランセーズ・デジュー                     | 84       |

### 新人賞
| 順位 | 選手名                       | 国籍           | チーム                    | 時間           |
| ---- | ---------------------------- | -------------- | ------------------------- | -------------- |
| 1    | アンディ・シュレク           | ルクセンブルク | チーム・サクソバンク      | 81時間50分28秒 |
| 2    | ヴィンチェンツォ・ニバリ     | イタリア       | リクイガス                | +3分24秒       |
| 3    | ロマン・クロイツィガー       | チェコ         | リクイガス                | +10分05秒      |
| 4    | ピエール・ロラン             | フランス       | Bボックス・ブイグテレコム | +33分33秒      |
| 5    | ニコラス・ロッシュ           | アイルランド   | AG2R・ラ・モンディアル    | +34分09秒      |
| 6    | ブリス・フェイユ             | フランス       | アグリテュベル            | +37分03秒      |
| 7    | ペーター・ヴェリトス         | スロバキア     | チーム・ミルラム          | +42分24秒      |
| 8    | クリス・アンケア・セレンセン | デンマーク     | チーム・サクソバンク      | +45分36秒      |
| 9    | トニー・マルティン           | ドイツ         | チーム・コロンビア＝HTC   | +50分53秒      |
| 10   | ユーリ・トロフィモフ         | ロシア         | Bボックス・ブイグテレコム | +1時間05分12秒 |
| 24   | 新城幸也                     | 日本           | Bボックス・ブイグテレコム | +3時間12分33秒 |

### チーム総合時間
| 順位 | チーム                                     | 時間            |
| ---- | ------------------------------------------ | --------------- |
| 1    | アスタナ                                   | 256時間02分58秒 |
| 2    | ガーミン・スリップストリーム               | +22分35秒       |
| 3    | チーム・サクソバンク                       | +28分34秒       |
| 4    | AG2R・ラ・モンディアル                     | +31分47秒       |
| 5    | リクイガス                                 | +43分31秒       |
| 6    | エウスカルテル・エウスカディ               | +58分05秒       |
| 7    | フランセーズ・デ・ジュー                   | +1時間01分48秒  |
| 8    | コフィディス＝ル・クレディ・アン・リーニュ | +1時間05分34秒  |
| 9    | チーム・カチューシャ                       | +1時間13分57秒  |
| 10   | アグリテュベル                             | +1時間20分38秒  |

総合敢闘賞選手
- フランコ・ペッリツォッティ（ イタリア、リクイガス）